# Danay García
Pour les articles homonymes, voir García.
Danay García est une actrice américaine d'origine cubaine née le 5 juillet 1984 à La Havane à Cuba.

## Biographie
Avant de devenir actrice, Danay García commence sa carrière comme danseuse. Puis elle émigre aux États-Unis pour y faire carrière dans le cinéma. En 2007, elle décroche son premier rôle dans un épisode de la série américaine Les Experts : Miami. Elle rejoint par la suite le tournage de la troisième saison de Prison Break, pour y incarner la petite amie de James Whistler. Après ces incursions temporaires à la télévision, elle est choisie pour figurer au générique de deux longs métrages, Danika et From Mexico with Love.

## Filmographie

### Cinéma

#### Longs métrages
- 2006 : Danika (en) de Israeli Ariel Vromen : Myra
- 2009 : From Mexico with Love (en) de Jimmy Nickerson : Maria
- 2010 : Peep World de Barry W. Blaustein : Attractice P.A.
- 2011 : Rehab de Rick Bieber : Michelle Lopez
- 2011 : Cenizas eternas de Margarita Cadenas : Elena
- 2013 : Man Camp de Brian Brightly : Monica
- 2014 : Liz en Septiembre (Liz in September) de Fina Torres : Coqui
- 2016 : Boost de Nathan Gabaeff : Shereen Montes
- 2017 : Sniper 7: Homeland Security de Claudio Fäh : Kate Estrada
- 2017 : Loca de Nathan Gabaeff : Loca
- 2017 : Havana, habana de Claude Bricknell : Maria

#### Courts métrages
- 2012 : Choices de Ryan Miningham : Sonora Garcia
- 2016 : Widows de Ian Fisher : Natalie Cruz

### Télévision

#### Séries télévisées
- 2006 : Les Experts : Miami : Camille Tavarez (épisode 14, saison 5)
- 2007-2009 : Prison Break : Sofia Lugo (15 épisodes)
- 2009 : Les Experts : Manhattan : Flora Pollock (épisode 16, saison 5)
- 2009 : The Cleaner : Anna (épisode 12, saison 2)
- 2013 : Supernatural : Ellie (épisode 14, saison 8)
- 2016-2023 : Fear the Walking Dead : Luciana Galvez
- 2017 : Hawaii 5-0 : Elena Sachs (épisode 8, saison 8)